# Serge Panizza
Serge René Panizza (París, 19 de noviembre de 1942-Reims, 24 de marzo de 2016) fue un deportista francés que compitió en esgrima, especialista en la modalidad de sable. Ganó dos medallas de bronce en el Campeonato Mundial de Esgrima en los años 1966 y 1967.

## Palmarés internacional
| Campeonato Mundial | Campeonato Mundial | Campeonato Mundial | Campeonato Mundial |
| Año                | Lugar              | Medalla            | Prueba             |
| ------------------ | ------------------ | ------------------ | ------------------ |
| 1966               | Moscú (URSS)       | Medalla de bronce  | Sable por equipos  |
| 1967               | Montreal (Canadá)  | Medalla de bronce  | Sable por equipos  |